# Психологический триллер
Психологический триллер (от англ. Psychological thriller) — одна из разновидностей жанра произведений литературы и кино триллер. Обычно используется, чтобы описать фильмы и книги, значительная часть увлекательности которых создаётся за счёт исследования психологии основных персонажей. В данном жанре используются многочисленные повороты событий, от которых складывается ощущение постоянно проявляющегося интереса к дальнейшему просмотру.

## Характеристика поджанра
Психологический триллер как поджанр не имеет чёткого определения и разделительных границ. Элементы психологического триллера могут присутствовать в произведениях разных жанров, где создаётся психологическое напряжение за счёт страхов и эмоциональной нестабильности персонажей. Психологический триллер подчёркивает неустойчивые или бредовые психологические состояния своих героев.
Известный британский кинорежиссёр Джон Мэдден на страницах The Telegraph так охарактеризовал психологический триллер — психологические триллеры фокусируются на истории, развитии характера, выборе и моральном конфликте; страх и беспокойство вызывают психологическое напряжение непредсказуемым образом.

## В фильмах
По версии коммерческого интернет-сайта AllMovie основные психологические триллеры:
- Бойцовский клуб
- Молчание ягнят
- Разговор
- Таинственная река
- Связанные насмерть
- Оправданная жестокость
- Малхолланд Драйв
- Ребекка
- Психо
- Лора
- Окно во двор
- Головокружение
- Талантливый мистер Рипли
- Чёрный лебедь
- Маньчжурский кандидат
- Фотоувеличение
- Призрак
- Путешествие Фелиции
- Остров проклятых
- Останься
- Готика
- Грязь